# Più Europa
Più Europa (Eigenschreibweise +Europa, deutsch „Mehr Europa“) ist eine liberale und pro-europäische Partei der politischen Mitte in Italien. Sie ist auf europäischer Ebene Mitglied der ALDE-Partei. Sie war mit Außenstaatssekretär Benedetto Della Vedova am Kabinett Draghi beteiligt.

## Geschichte

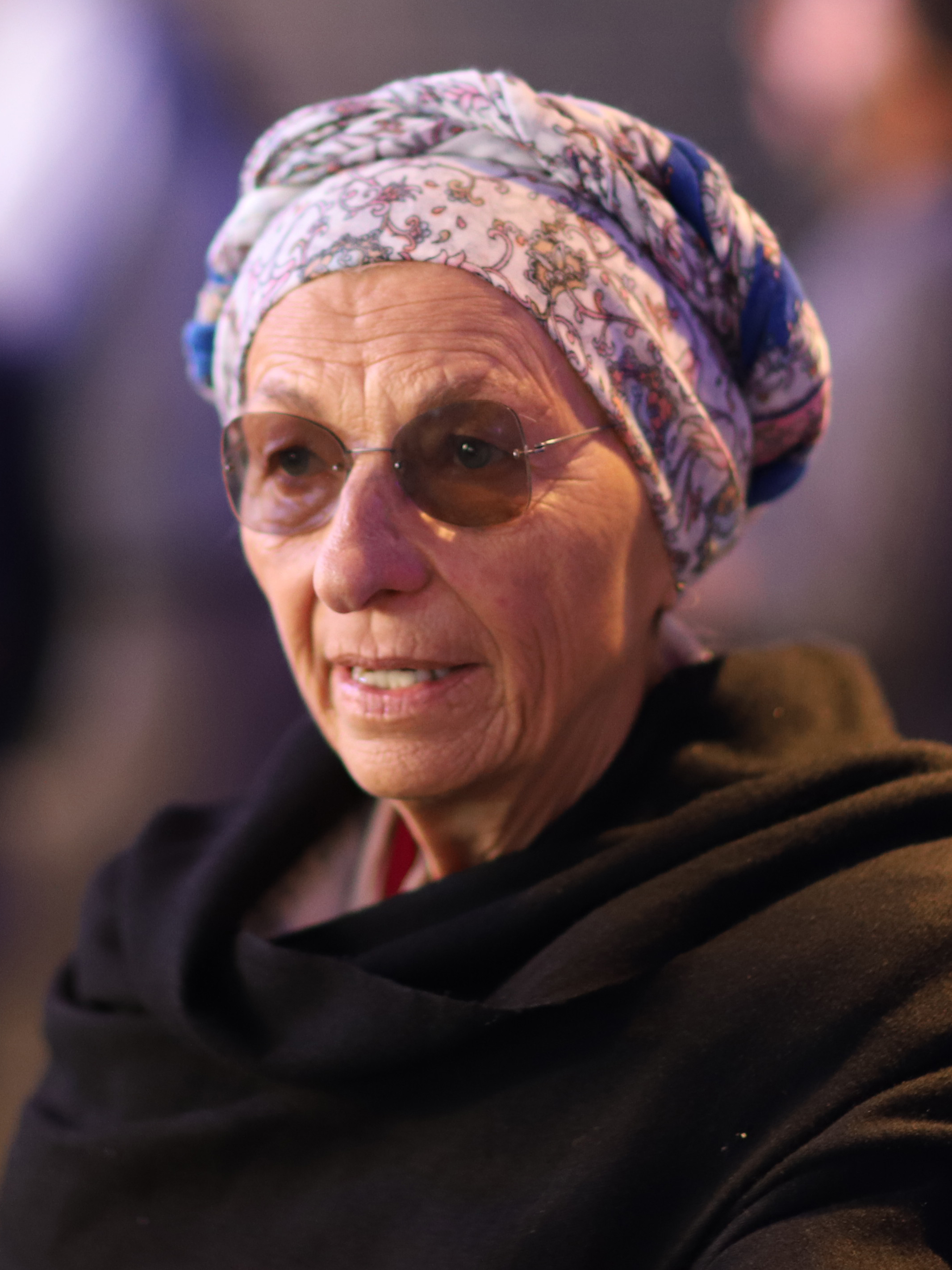
Emma Bonino gilt als faktische Anführerin der Partei.

Più Europa wurde im November 2017 als Wahlbündnis zur Parlamentswahl im März 2018 gegründet. Seine Bestandteile waren zunächst die kleinen liberalen Parteien Radicali Italiani (RI) unter Führung von Emma Bonino und Forza Europa (FE) von Benedetto Della Vedova. Als dritter Partner kam die christlich-soziale und sozialliberale Partei Centro Democratico (CD) unter Bruno Tabacci hinzu, als viertes später die linke Area Progressista. Verbindendes Element war das Eintreten der Partner für eine vertiefte europäische Integration hin zu einem föderalen Europa sowie die Ablehnung von Populismus, Nationalismus und Fremdenfeindlichkeit. Die Liste Più Europa verband sich vor der Wahl darüber hinaus mit der Partito Democratico (PD), der grün-sozialistischen Liste Italia Europa Insieme und Civica Popolare zu einem Mitte-links-Block.
Bei der Wahl erhielt Più Europa 2,6 % der Stimmen. Damit lag die Liste unter der 3-Prozent-Hürde, erhielt aber dank der Absprachen mit der PD zwei Direktmandate (Tabacci, Riccardo Magi) und einen Vertreter der Auslandsitaliener (Alessandro Fusacchia) sowie einen Senatorenposten (Bonino). Die Parlamentarier von Più Europa sitzen seither jeweils in der „gemischten Gruppe“ fraktionsloser Abgeordneter bzw. Senatoren. Sie standen in Opposition zum Kabinett Conte I aus Fünf-Sterne-Bewegung und Lega Nord. Die Area Progressista verließ das Bündnis bald nach der Wahl wieder.
Am 27. Januar 2019 hielt Più Europa ihren Gründungskongress ab, auf dem sie sich vom Wahlbündnis in eine politische Partei umwandelte. Die Vorgängerparteien lösten sich jedoch nicht auf, sondern bestanden als assoziierte Parteien innerhalb von Più Europa weiter. Benedetto Della Vedova wurde von 55,7 % der Mitglieder zum Vorsitzenden gewählt (Marco Cappato kam mit 30 % auf den zweiten Platz). Im Februar 2019 wurde Più Europa in die Allianz der Liberalen und Demokraten für Europa (ALDE) aufgenommen.
Zur Europawahl im Mai 2019 standen auf der Liste Più Europa auch Kandidaten der grün-progressiven Kleinpartei Italia in Comune, der PDE Italia, des Südtiroler Team Köllensperger, der PRI und PSI. Die Liste erhielt 3,1 % der Stimmen und blieb damit unter der Vier-Prozent-Hürde.
Nach dem Zerbrechen der Koalition aus Lega Nord und Fünf-Sterne-Bewegung kam es zum internen Streit, ob die Partei das Kabinett Conte II aus Fünf-Sterne-Bewegung und PD unterstützen sollte. Die Mehrheit von Più Europa lehnte dies ab, das Centro Democratico entschied sich jedoch dafür und verließ die Partei daher wieder.
Im März 2021 unterstützte die Partei die Expertenregierung von Mario Draghi und erhielt mit Della Vedova selbst einen Staatssekretärsposten im Außenministerium. Allerdings spaltete ein internes Misstrauensvotum gegen den Finanzvorstand Valerio Federico die Partei, woraufhin Della Vedova von seinem Amt als Generalsekretär zurücktrat. Emma Bonino, die zuvor als faktische Anführerin (leader) von Più Europa galt, trat aus der Partei aus. Im Juli desselben Jahres wurde der Konflikt jedoch wieder beigelegt, Della Vedova wurde wieder Generalsekretär und Bonino kehrte in die Partei zurück.